# Avenue des Pins
L'avenue des Pins est une artère du centre-ville de Montréal.

## Situation et accès
Orientée est-ouest, l'avenue sépare l'arrondissement Ville-Marie de celui du Plateau-Mont-Royal. À l'est, elle débute à la rue Saint-Denis, et elle se termine, à l'ouest, au chemin de la Côte-des-Neiges, longeant le versant sud du mont Royal.

## Historique

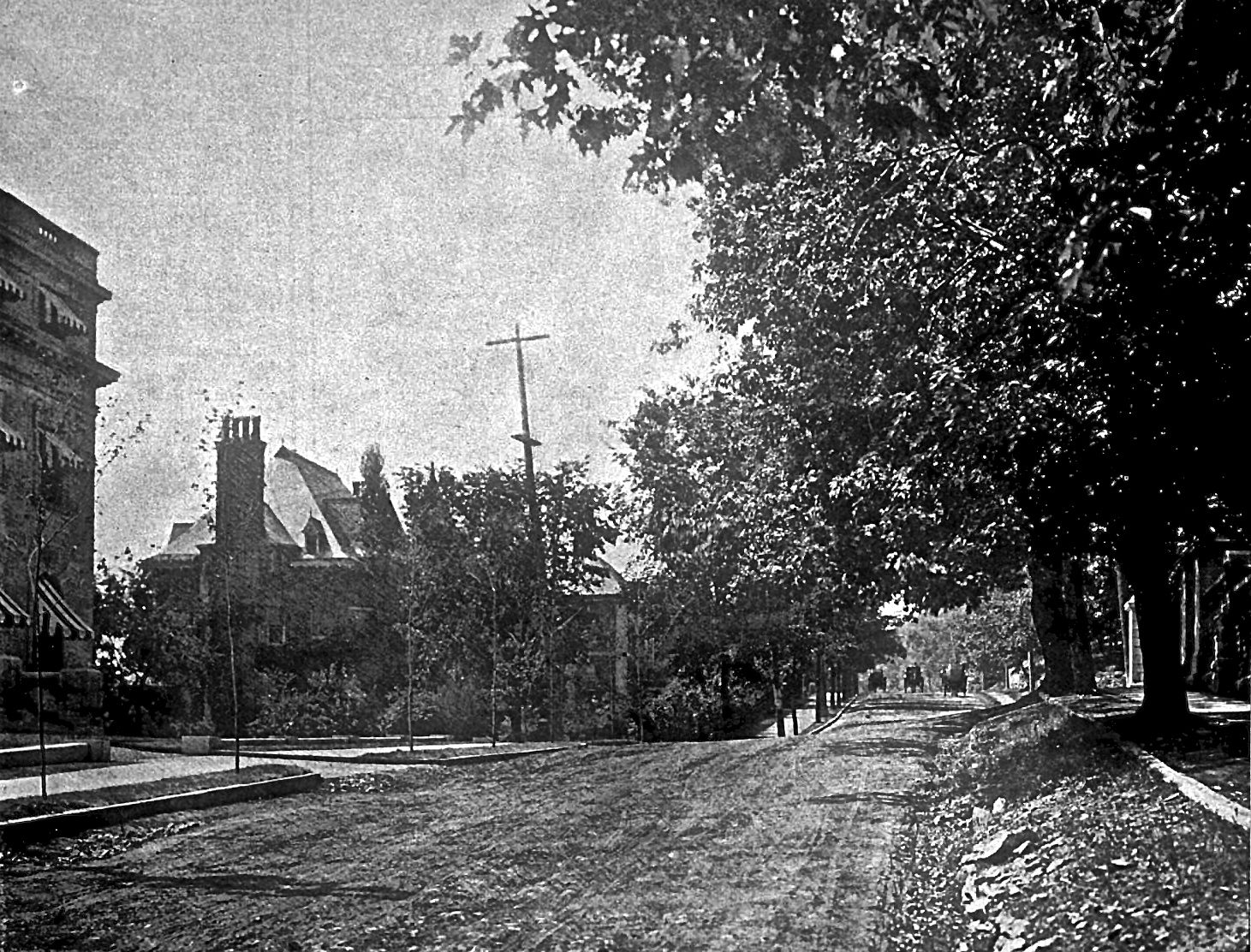
L'avenue ouest sur la pente du mont Royal dans le quartier aisé Mille carré doré, 1909

Entre 1859 et 1861, les religieuses hospitalières de Saint-Joseph relocalisent l'Hôtel-Dieu de Montréal (situé alors dans le Vieux-Montréal) sur la rue Saint-Urbain. 
En 1864, elle cèdent à la Ville de Montréal une voie privée connue sous le nom de rue de l'Hôtel-Dieu. 
Entre 1862 et 1869, le quartier abrite le Jardin Guilbault, un zoo et parc d'attractions. 
En 1875, les plans dressés par Frederick Law Olmsted pour l'aménagement des voies sur le mont Royal prévoient une ceinture à la base de la montagne. 
Le 30 juin 1876, le conseil municipal adopte un plan qui prévoit l'ouverture de trois voies auxquelles on donne les noms de Elm, Cedar et Pine, sans doute pour rappeler les principales essences des arbres du Parc du Mont-Royal. Ce plan intègre la rue de l'Hôtel-Dieu dans la Pine Avenue. Depuis 1961, la dénomination Avenue des Pins est devenue officielle.

## Réaménagement

### Échangeur
En 2005, des travaux de 25 millions de dollars ont débuté afin de transformer l'intersection des avenues du Parc et des Pins. Du même coup, il est énoncé que la circulation automobile devrait y demeurer tout aussi fluide. L'échangeur a été remplacé en été 2006 par une intersection plus facile à pratiquer pour les piétons et cyclistes.

### Tronçon entre le boulevard St-Laurent et l'avenue du Parc

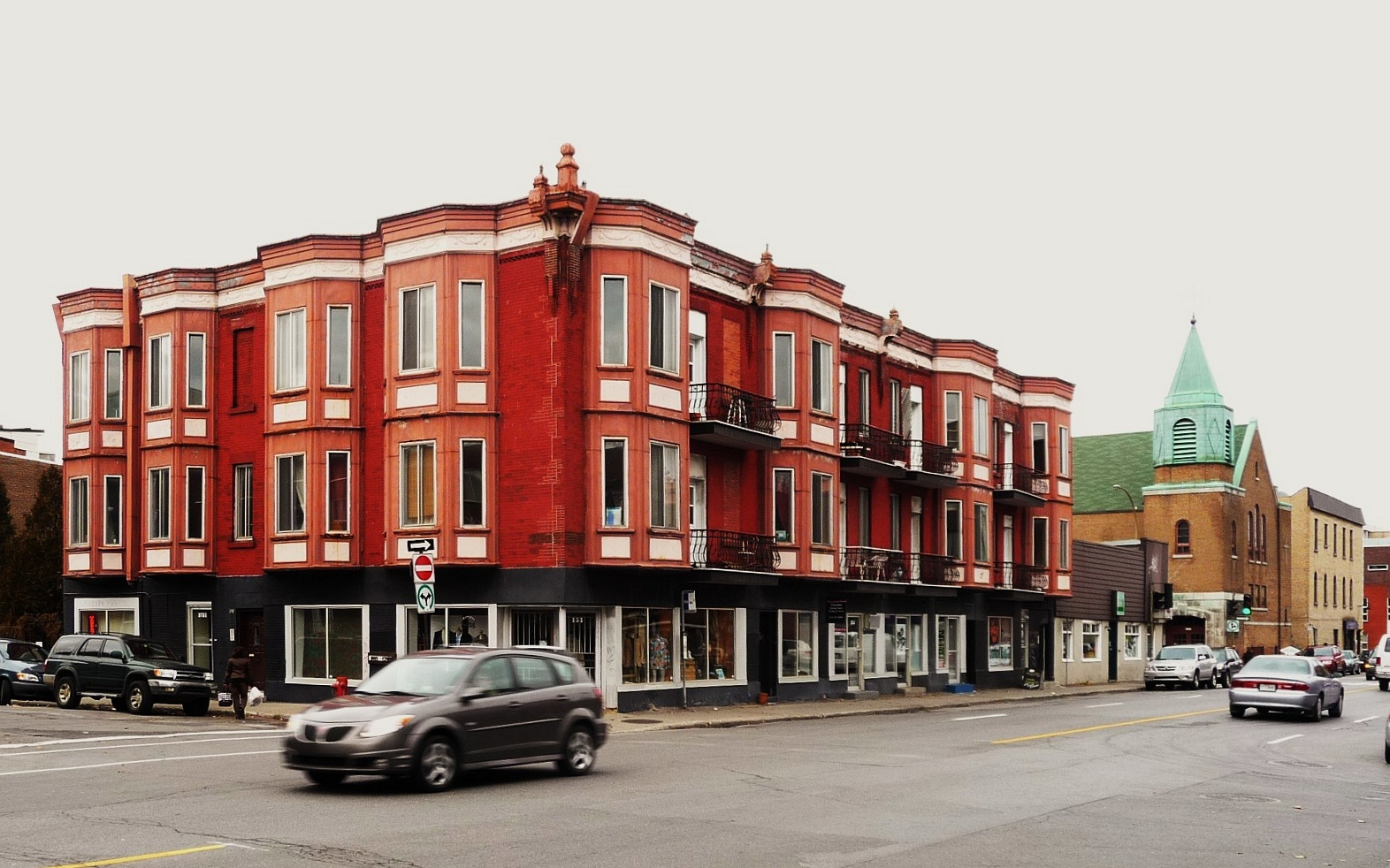
Avenue des Pins est et rue de Bullion, 2009

Le tronçon entre le boulevard St-Laurent et l'avenue du Parc est en cours de réaménagement. Les travaux sur cette section seront terminés en 2023, avec des travaux à suivre entre du Parc et la rue Peel.
À l'automne 2022, les travaux mettent au jour un mur de pierre incurvé que l'on croit être un morceau de fontaine à l'entrée du jardin Guilbault, près du boulevard St-Laurent,.
L'avenue réaménagée présente des pistes cyclables, des trottoirs éponges, l’ajout de 150 nouveaux arbres et un œuvre d’art public. Intitulée Notre souffle par-delà, cette sculpture rend hommage à la profession infirmière, dans un nouvel espace public à proximité de plusieurs sites clés de l'histoire des soins de santé à Montréal.

## Bâtiments remarquables et lieux de mémoire
- Hôpital Royal Victoria
- Musée des Hospitalières de l'Hôtel-Dieu de Montréal
- Fusiliers Mont-Royal
- Parc du Mont-Royal
- Stade Percival-Molson

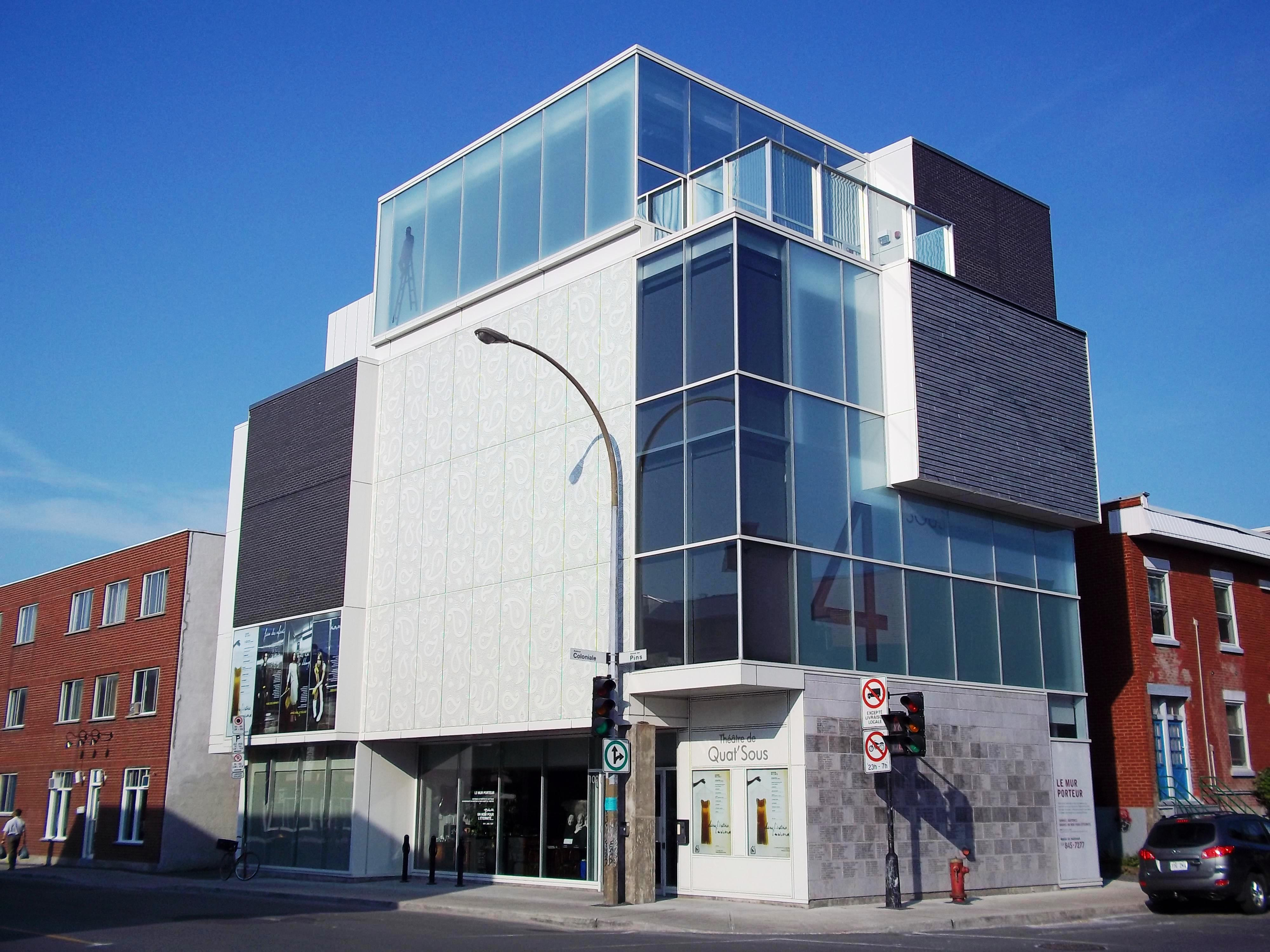
Théâtre de Quat'Sous
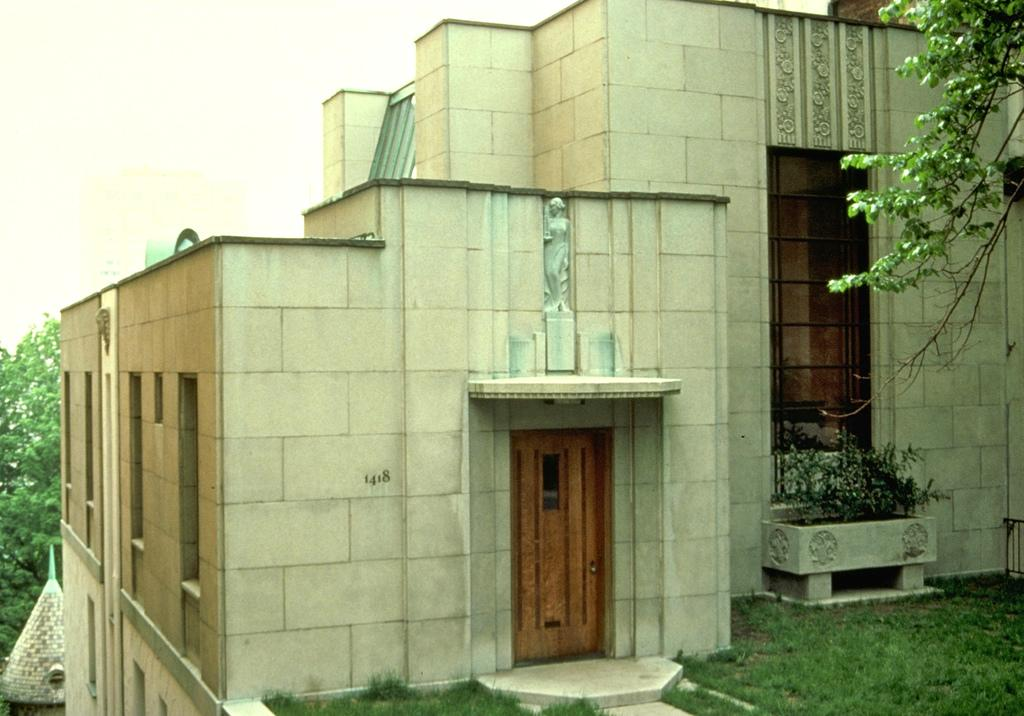
Maison Ernest-Cormier
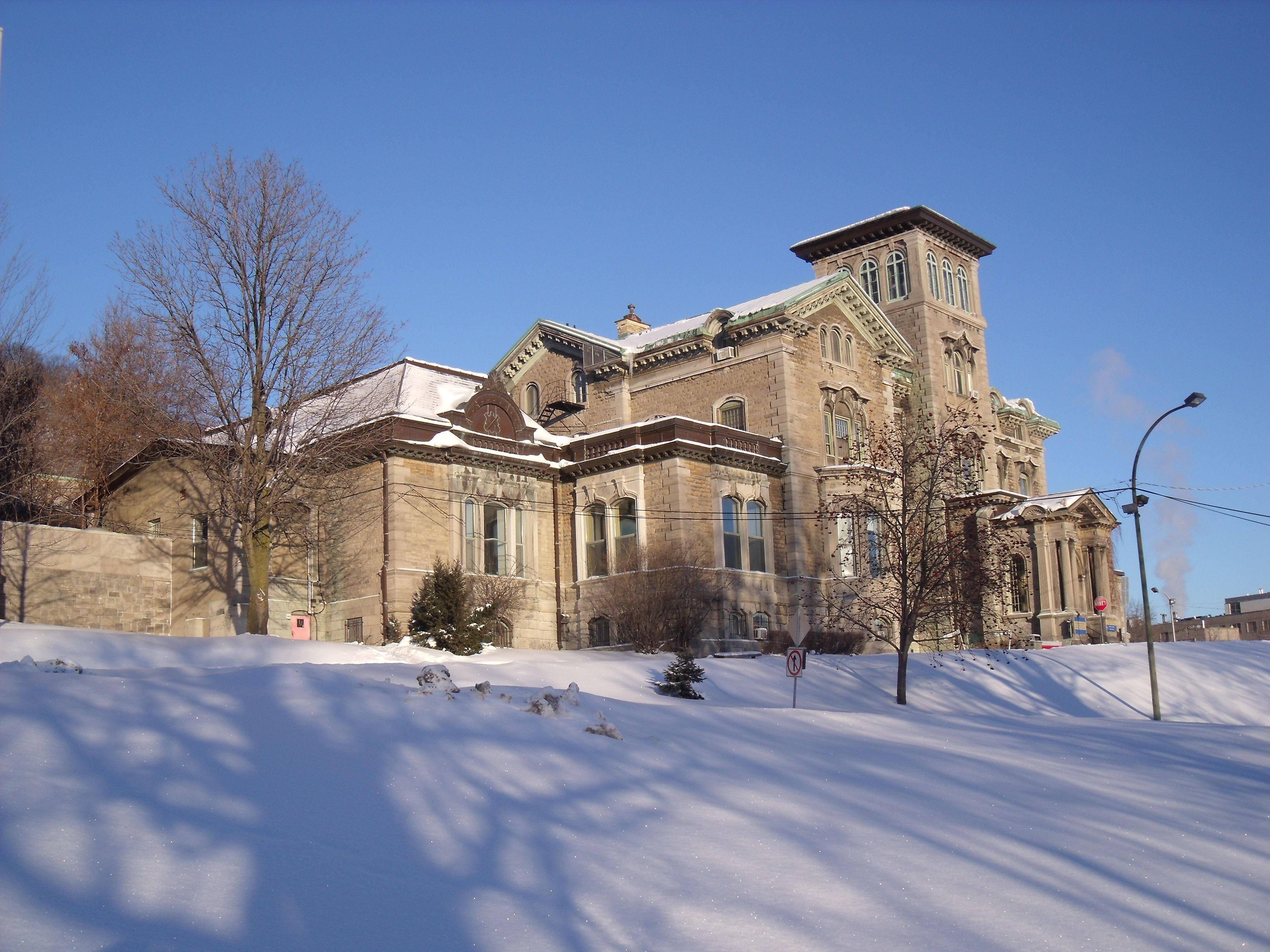
Ravenscrag
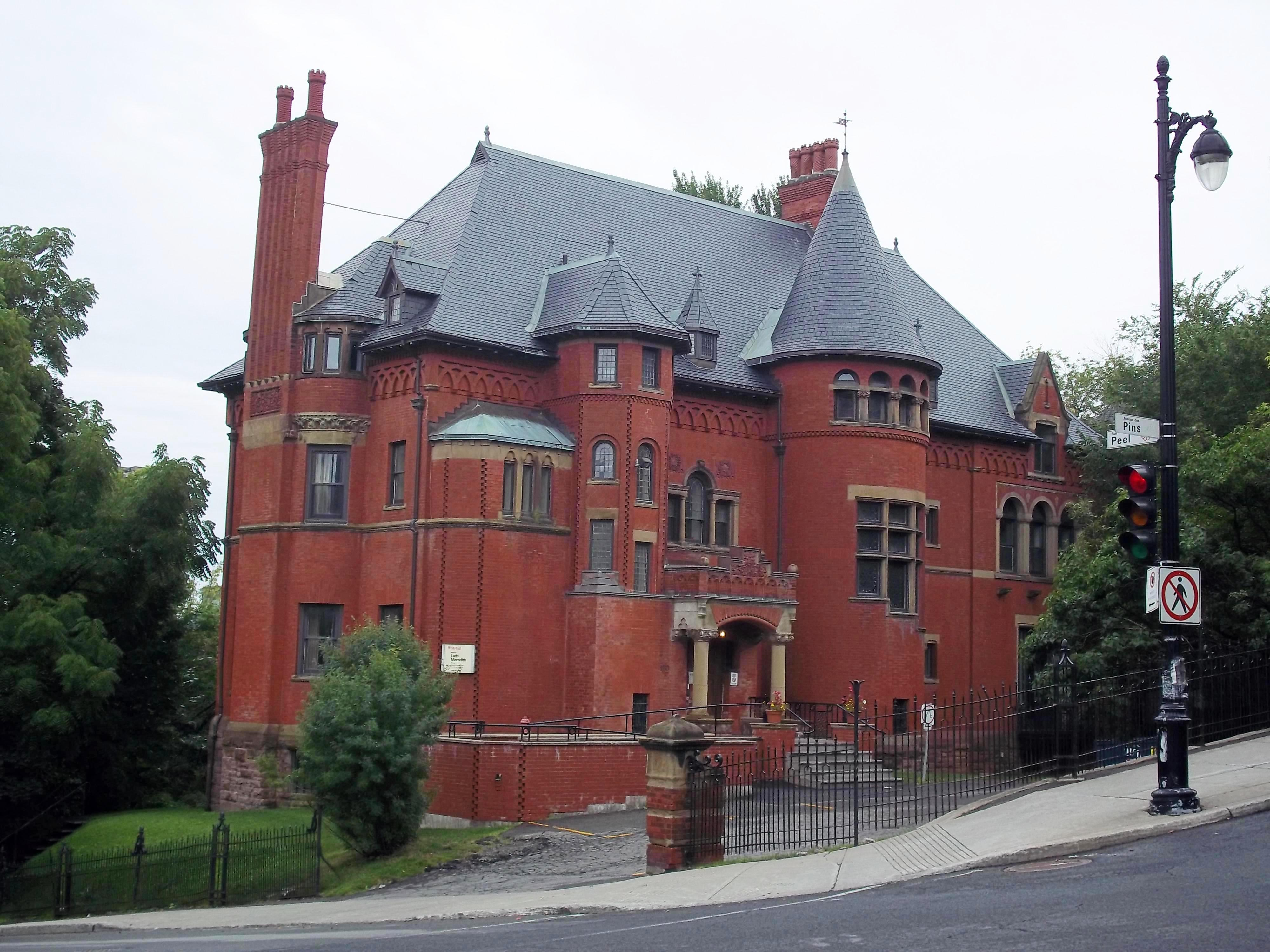
Ardvarna
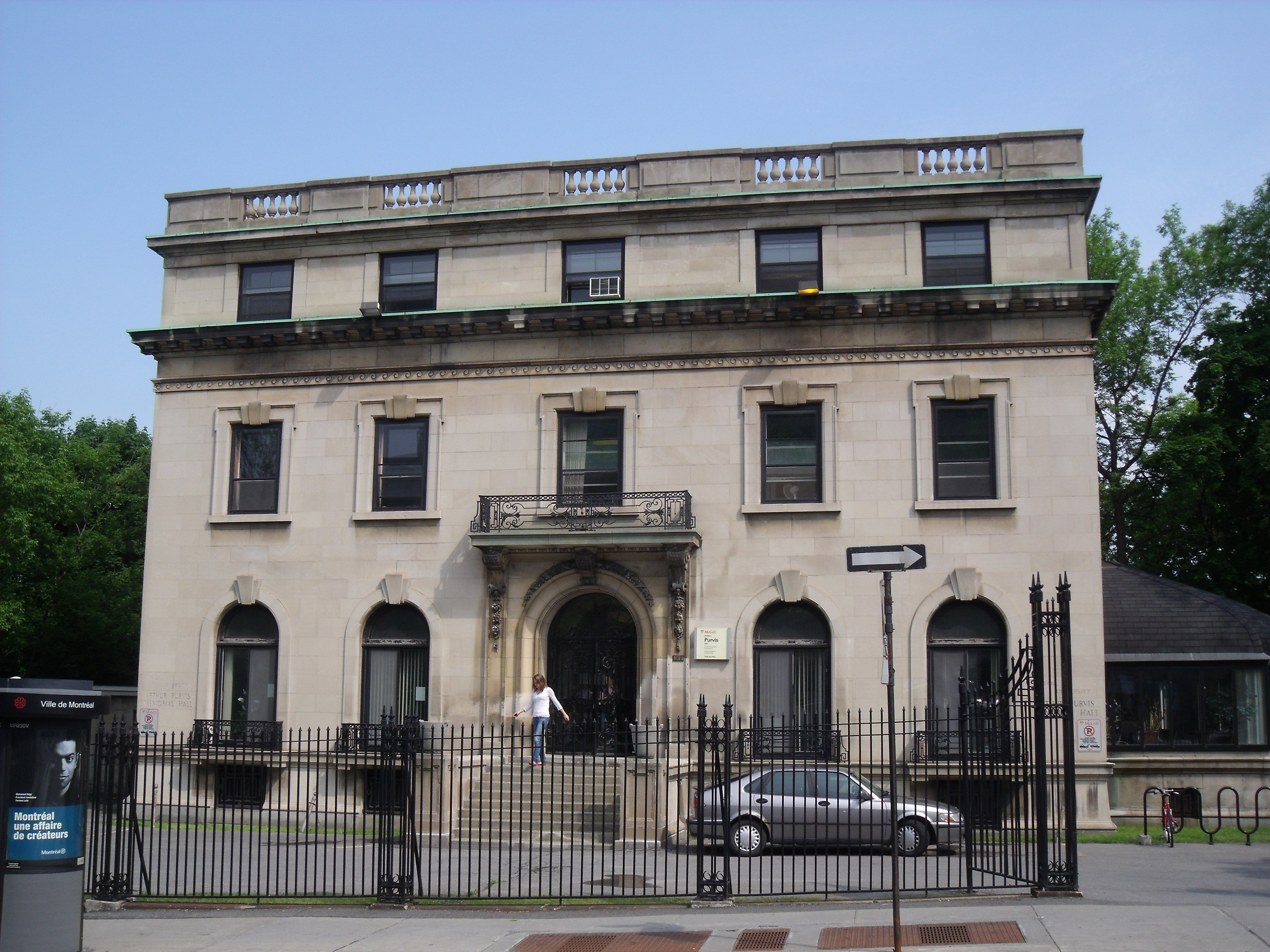
Maison Mortimer Barnett Davis (Purvis Hall)
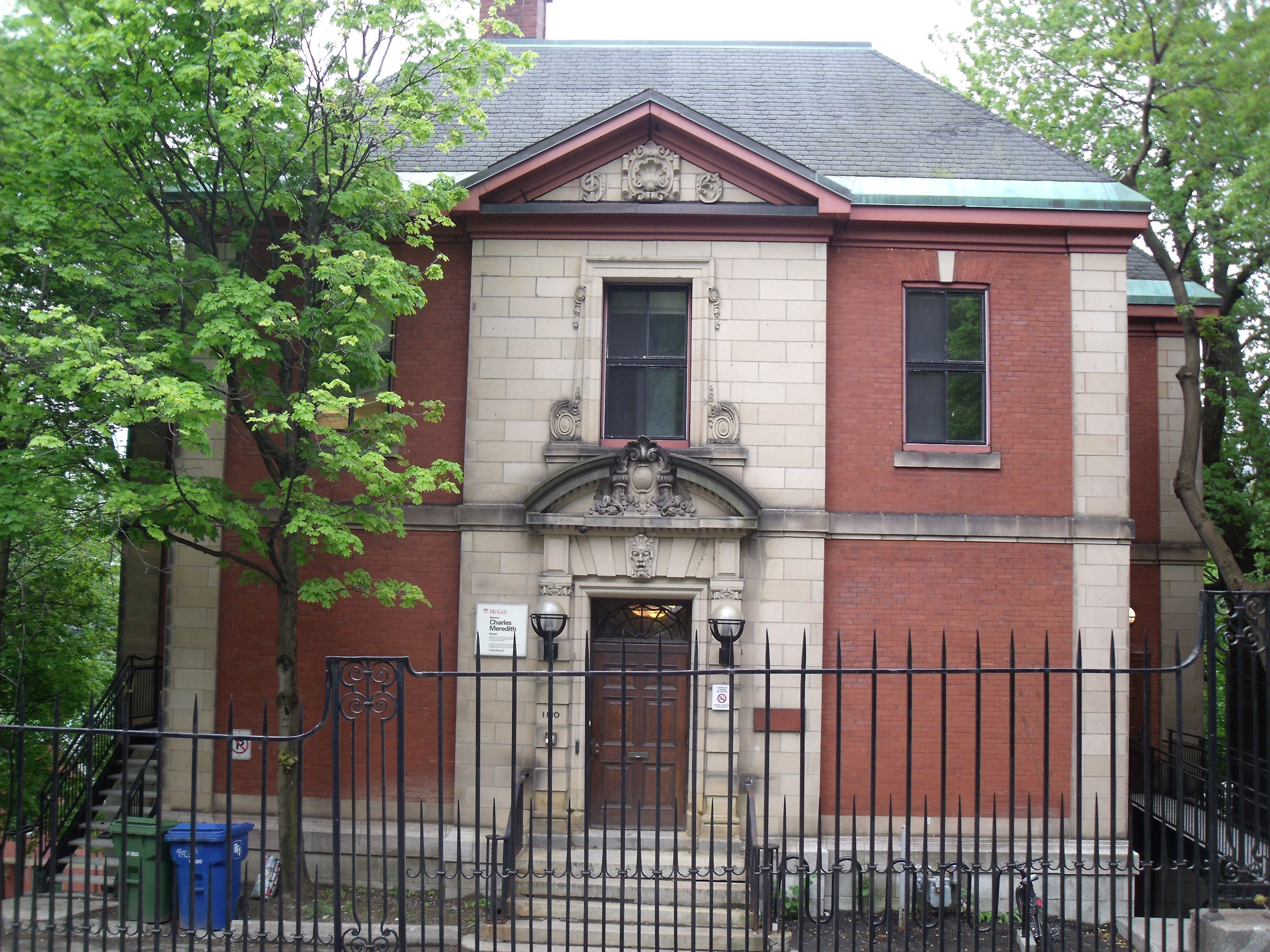
Maison Charles-Meredith

## Source
- Ville de Montréal, Les Rues de Montréal. Répertoire historique. Édition Méridien, 1995,